# Pseudodistoma arborescens
Pseudodistoma arborescens är en sjöpungsart som beskrevs av C.S. Millar 1967. Pseudodistoma arborescens ingår i släktet Pseudodistoma och familjen Pseudodistomidae. Inga underarter finns listade i Catalogue of Life.